# Phalaenopsis inscriptiosinensis
Phalaenópsis inscriptiosinénsis — эпифитное травянистое растение; вид рода Фаленопсис семейства Орхидные.
Вид не имеет устоявшегося русского названия. В русскоязычных источниках используется научное название Phalaenopsis inscriptiosinensis.
По мнению некоторых авторов, является синонимом Phalaenopsis sumatrana.

## Биологическое описание
Моноподиальный эпифит средних размеров. 
 Стебель укороченный, скрыт основаниями 3-5 листьев.
Корни хорошо развиты, длинные и извилистые.
Листья продолговато-овальные, длиной 8-16 см, шириной 4-8 см.

Цветонос многолетний, простой, зелёный, короче листьев. Его длина 7-11 см. Несет 2-5 последовательно открывающихся цветков. 

Цветки в диаметре до 3,5 см, плотной текстуры, слабо ароматные, долгоживущие. Основной тон лепестков варьирует от жёлтого до беловатого, бело-желтого или беловато-зеленоватого оттенка. Лепестки испещрены поперечными красно-коричневыми полосками. 

Сезон цветения в природе — весна—лето.

## Ареал, экологические особенности
Центральная часть Суматры. 
 На ветвях и стволах деревьев в лесах на высотах ниже 914 метров над уровнем моря.
Сезонные изменения температуры воздуха незначительны. Днем 25°С, ночью 18-19°С. Относительная влажность воздуха весь год 76-84 %. Среднемесячное количество осадков около 150 мм летом, от 200 до 300 мм с октября по май. 

В природе редок. Относится к числу охраняемых видов (второе приложение CITES).

## История описания
Найденный на Суматре в 1981 году доктором Лием Хе Вай экземпляр фаленопсиса был привезен в Америку арборетум Лос-Анджелеса. Где и зацвел в июле 1982 г. Новый вид описан по этому экземпляру. 

Phalaenopsis inscriptiosinensis находили и зарисовывали более века назад, но в то время вид не был описан. История комплекса видов Phalaenopsis sumatrana, Phalaenopsis zebrine и Phalaenopsis inscriptiosinensis достаточно запутана со времен знаменитого ботаника Райхенбаха занимавшегося этой группой.

## В культуре
Температурная группа — теплая. Для нормального цветения обязателен перепад температур день/ночь в 5-8°С.
Требования к свету: 1000—1200 FC, 10760—12912 lx.
Старый цветонос не удаляют пока он не засох самостоятельно. Поскольку в следующие годы он может давать бутоны повторно.
Общая информация о агротехнике в статье Фаленопсис.
Вид используется в гибридизации.

## Первичныегибриды(грексы)
- Baylor — gigantea х inscriptiosinensis (T. Brown (Atmo Kolopaking)) 1984
- Cecile — bellina х inscriptiosinensis (Saskia Kaufmann) 2007
- Flores Sunset — inscriptiosinensis х floresensis (Hou Tse Liu) 2004
- Fribourg — violacea х inscriptiosinensis (Luc Vincent) 1992
- Inscript-Micholitz — inscriptiosinensis х micholitzii (Peter Lin) 2004
- Little Spot — amabilis х inscriptiosinensis (Luc Vincent) 2006
- Linda Grainger — equestris х inscriptiosinensis (Luc Vincent) 1995
- Paskal Indukbaru — javanica х inscriptiosinensis (Ayub S Parnata) 1985
- Paul Vincent — mannii х inscriptiosinensis (Luc Vincent) 1999
- San Shia Spot — aphrodite х inscriptiosinensis (Hou Tse Liu) 2006
- Timmons — fasciata х inscriptiosinensis (T. Brown (Atmo Kolopaking)) 1984
- Wössner Luedde-Sin — inscriptiosinensis х lueddemanniana (Franz Glanz) 1991